# Renaud Lavillenie

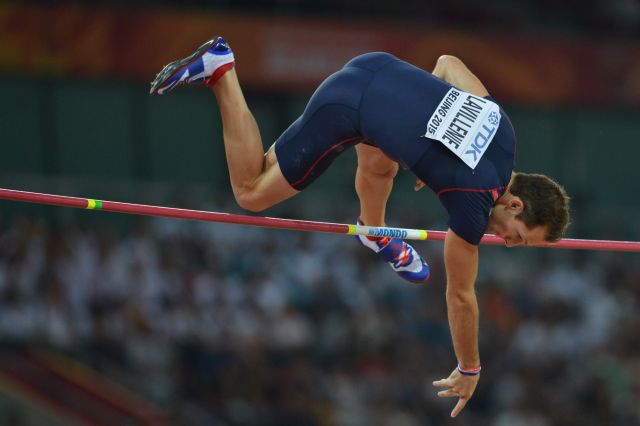
Lavillenie tijdens de finale van de wereldkampioenschappen atletiek 2015,
24 augustus 2015.

Renaud Lavillenie (Barbezieux-Saint-Hilaire, 18 september 1986) is een Franse atleet, die is gespecialiseerd in het polsstokhoogspringen. Hij werd olympisch kampioen, zevenmaal Europees kampioen en meervoudig Frans kampioen in deze discipline. Hoewel hij de kleinste polsstokhoogspringer is die over de zes meter heen sprong, was hij van 2014 tot 2020 met 6,16 m in het bezit van het wereldindoorrecord, tot dit verbeterd werd door Armand Duplantis.

## Biografie
In 2006 sprong Lavillenie met 5,25 (indoor) en 5,22 (outdoor) voor het eerst over de vijf meter. Het jaar erop verbeterde hij zich naar 5,58 (indoor) en 5,45 (outdoor), maar werd slechts tiende bij de Europese kampioenschappen voor neo-senioren. In 2008 nam hij deel aan de wereldindoorkampioenschappen, maar sneuvelde hierbij in de kwalificatieronde.
Zijn beste prestatie boekte Renaud Lavillenie in 2009 bij de Europese indoorkampioenschappen in Turijn. Hij veroverde het goud op zijn favoriete onderdeel door als enige over 5,81 heen te springen. Op 14 juni 2009 sprong hij in Aubière met 5,96 de beste wereldjaarprestatie. Een week later, op 21 juni 2009, drong hij door tot de prestigieuze "6-meterclub" door over 6,01 heen te springen. Hij was hiermee het zeventiende en tevens kleinste lid van de club.
Later dat jaar nam Lavillenie deel aan de wereldkampioenschappen in Berlijn en won hierbij een bronzen medaille met 5,80, een wat tegenvallend resultaat voor de Fransman die, gezien zijn beste jaarprestatie, op meer had gehoopt. Zowel hij als zijn als tweede eindigende landgenoot Romain Mesnil (zilver; 5,85) hadden echter buiten de waard gerekend, in dit geval olympisch kampioen Steven Hooker, die ondanks een liesblessure in slechts twee pogingen de 5,90 bedwong en al doende het goud voor de neuzen van beide Fransen wegkaapte.
In 2012 werd Lavillenie olympisch kampioen in Londen door als enige over 5,97 te springen. Lavillenie liet de Duitsers Björn Otto en Raphael Holzdeppe achter zich.
In februari 2014 verbeterde Renaud Lavillenie tijdens een hoogspringgala in het Oekraïense Donetsk het 21 jaar oude wereldindoorrecord van Sergej Boebka en bracht het naar 6,16. Aangezien Boebka's buitenrecord sinds 1994 op 6,14 stond, werd Lavillenie hiermee qua hoogte de onbetwiste nummer één bij het polsstokhoogspringen. Intussen is dit record gebroken door de Zweed Armand Duplantis.
Op de Olympische Spelen van 2016 in Rio de Janeiro wint hij een zilveren medaille. Met een beste poging van 5,98 finisht hij achter de Braziliaan Thiago Braz da Silva, die met 6,03 in eigen land zowel het olympische als het werelddeelrecord verbeterde. Zowel tijdens de wedstrijd als tijdens de prijsuitreiking wordt Lavillenie uitgefloten door het Braziliaanse publiek. Zover bekend was de enige reden hiervoor dat hij het tegen een Braziliaan opnam.
Bij de WK van 2017 behaalde hij achter de Pool Piotr Lisek en de Amerikaan Sam Kendricks de bronzen medaille door over 5,89 te springen. Hiermee leverde hij tegelijkertijd zijn beste seizoenprestatie.
Lavillenie komt uit voor Cognac AC.
Ook zijn jongere broer Valentin doet op mondiaal niveau mee aan het polsstokhoogspringen.

## Titels
- Olympisch kampioen polsstokhoogspringen - 2012
- Wereldindoorkampioen polsstokhoogspringen - 2012, 2016, 2018
- Europees kampioen polsstokhoogspringen - 2010, 2012, 2014
- Europees indoorkampioen polsstokhoogspringen - 2009, 2011, 2013, 2015
- Frans kampioen polsstokhoogspringen - 2007, 2010
- Frans indoorkampioen polsstokhoogspringen - 2007, 2010, 2011, 2012

## Persoonlijke records
| Onderdeel                      | Prestatie   | Datum            | Plaats       |
| ------------------------------ | ----------- | ---------------- | ------------ |
| 110 m horden                   | 14,51 s     | 23 mei 2010      | Franconville |
| polsstokhoogspringen (outdoor) | 6,05 m (NR) | 30 mei 2015      | Eugene       |
| polsstokhoogspringen (indoor)  | 6,16 m (WR) | 15 februari 2014 | Donetsk      |
| vijfkamp                       | 4537 p      | 16 februari 2008 | Spala        |

## Palmares

### polsstokhoogspringen
Kampioenschappen
- 2008:  Europese Indoorcup – 5,60 m
- 2008: 13e in kwal. WK indoor - 5,55 m
- 2009:  EK indoor – 5,81 m
- 2009:  Europese teamkamp. – 6,01 m
- 2009:  WK – 5,80 m
- 2010:  EK – 5,85 m
- 2013: 10e in kwal. WK - 5,45 m
- 2011:  EK indoor – 6,03 m
- 2011:  WK – 5,85 m
- 2012:  WK indoor – 5,95 m
- 2012:  EK – 5,97 m
- 2012:  OS – 5,97 m (OR)
- 2013:  EK indoor – 6,01 m
- 2013:  WK – 5,89 m
- 2014:  FBK Games - 5,80 m
- 2014:  EK - 5,90 m
- 2015:  EK indoor – 6,04 m
- 2015:  WK – 5,65 ,
- 2016:  WK indoor – 6,02 m
- 2016:  OS – 5,98 m
- 2018:  WK indoor – 5,90 m

Golden League-overwinningen
- 2009: Meeting Areva – 5,70 m

Diamond League-overwinningen
- 2010:  Eindzege Diamond League
- 2010: Adidas Grand Prix – 5,85 m
- 2010: Bislett Games – 5,80 m
- 2010: Athletissima – 5,85 m
- 2010: Meeting Areva – 5,91 m
- 2011:  Eindzege Diamond League
- 2011: Golden Gala – 5,82 m
- 2011: Athletissima – 5,83 m
- 2011: Meeting Areva – 5,73 m
- 2011: Herculis – 5,90 m
- 2012:  Eindzege Diamond League
- 2012: Golden Gala – 5,82 m
- 2012: Bislett Games – 5,82 m
- 2012: Meeting Areva – 5,77 m
- 2012: Athletissima – 5,80 m
- 2012: Weltklasse Zürich – 5,70 m
- 2013:  Eindzege Diamond League
- 2013: Prefontaine Classic – 5,95 m
- 2013: Meeting Areva – 5,92 m
- 2013: Herculis – 5,96 m
- 2013: London Grand Prix – 6,02 m
- 2013: Memorial Van Damme – 5,96 m
- 2014: Shanghai Golden Grand Prix – 5,92 m
- 2014: Prefontaine Classic – 5,80 m
- 2014: Bislett Games – 5,77 m
- 2014: Athletissima – 5,87 m
- 2014: Meeting Areva – 5,70 m
- 2016: Prefontaine Classic - 5,81 m
- 2016: Bislett Games - 5,80 m
- 2016: DN Galan - 5,73 m

## Onderscheidingen
- Europees atleet van het jaar - 2014
- IAAF-atleet van het jaar - 2014

1896: Welles Hoyt ·
1900: Irving Baxter ·
1904: Charles Dvorak ·
1908: Edward Cook & Alfred Gilbert ·
1912: Harry Babcock ·
1920: Frank Foss ·
1924: Lee Barnes ·
1928: Sabin Carr ·
1932: Bill Miller ·
1936: Earle Meadows ·
1948: Guinn Smith ·
1952: Bob Richards ·
1956: Bob Richards ·
1960: Don Bragg ·
1964: Fred Hansen ·
1968: Bob Seagren ·
1972: Wolfgang Nordwig ·
1976: Tadeusz Ślusarski ·
1980: Władysław Kozakiewicz ·
1984: Pierre Quinon ·
1988: Serhij Boebka ·
1992: Maksim Tarasov ·
1996: Jean Galfione ·
2000: Nick Hysong ·
2004: Tim Mack ·
2008: Steven Hooker ·
2012: Renaud Lavillenie ·
2016: Thiago Braz da Silva ·
2020: Armand Duplantis ·
2024: Armand Duplantis
- Bibliothèque nationale de France: cb169263723 (data)
- World Athletics: 14185853
- International Standard Name Identifier: 0000 0004 3071 9366
- Nationale Bibliotheek van Polen: a0000003067559
- Système universitaire de documentation: 177178213
- Virtual International Authority File: 308183747